# Avenida Veintiocho de Julio (Miraflores)
La avenida Veintiocho de Julio o avenida Miraflores es una avenida de la ciudad de Lima, capital del Perú.  Se extiende de oeste a este, a lo largo de 15 cuadras. Recorre los distritos de Miraflores y Santiago de Surco. En la intersección con el Paseo de la República, se ubica la estación 28 de Julio del Metropolitano. Es paralela a la avenida Alfredo Benavides.

## Recorrido
Se inicia en el malecón Veintiocho de Julio, cerca de la Bajada Balta, luego continúa su recorrido donde se cruza con la avenida José Larco. Metros más adelante, sigue su recorrido para llegar al cruce de la Vía Expresa Luis Bedoya Reyes, donde también se encuentra la estación Veintiocho de Julio del Metropolitano